# Elaeocarpus dianxiensis
Elaeocarpus dianxiensis är en tvåhjärtbladig växtart som beskrevs av Y.Tang & H.Li. Elaeocarpus dianxiensis ingår i släktet Elaeocarpus och familjen Elaeocarpaceae. Inga underarter finns listade i Catalogue of Life.